# Biserica de lemn din Lunca Largă

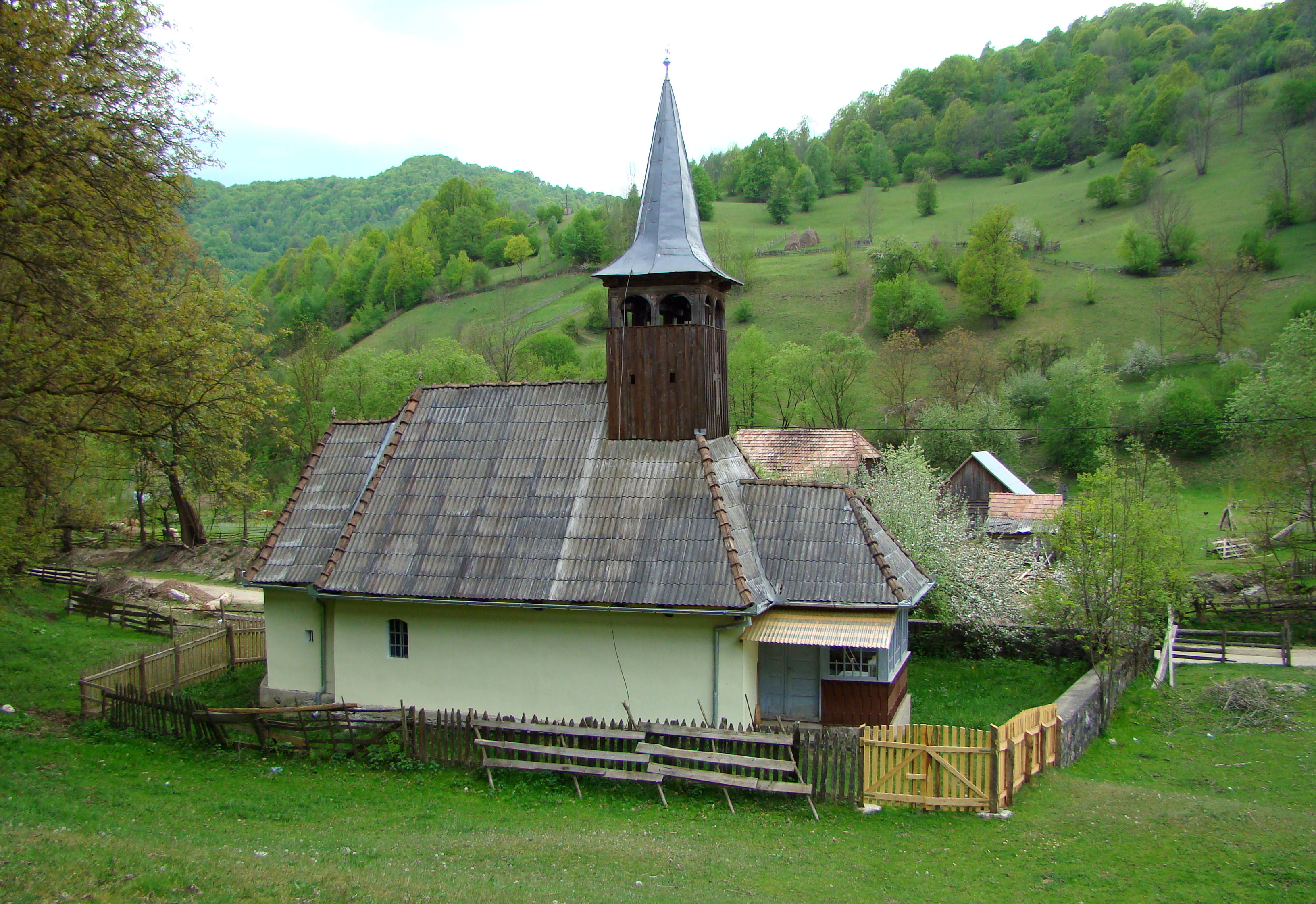
Biserica de lemn din Lunca Largă, comuna Ocoliș, județul Alba, foto: mai 2009.

Biserica de lemn din Lunca Largă, comuna Ocoliș, județul Alba, datează din secolul al XVIII-lea . Are hramul „Botezul Domnului”. Biserica se află pe noua listă a monumentelor istorice sub codul LMI: cod LMI AB-II-m-B-00246.

## Localitatea
Lunca Largă (în trecut Lunca) este un sat în comuna Ocoliș din județul Alba, Transilvania, România. Este menționat documentar din 1882.

## Istoric
Biserica a fost tencuită și pictată în secolul XX. Astfel, în lipsa unor mențiuni documentare, nu mai poate oferi informații despre vechimea sa. Doar o cruce de tetrapod, sculptată și pictată, databilă în prima jumătate a secolului al XIX-lea, atestă că localitatea a putut avea biserică în acel timp.

## Imagini din interior

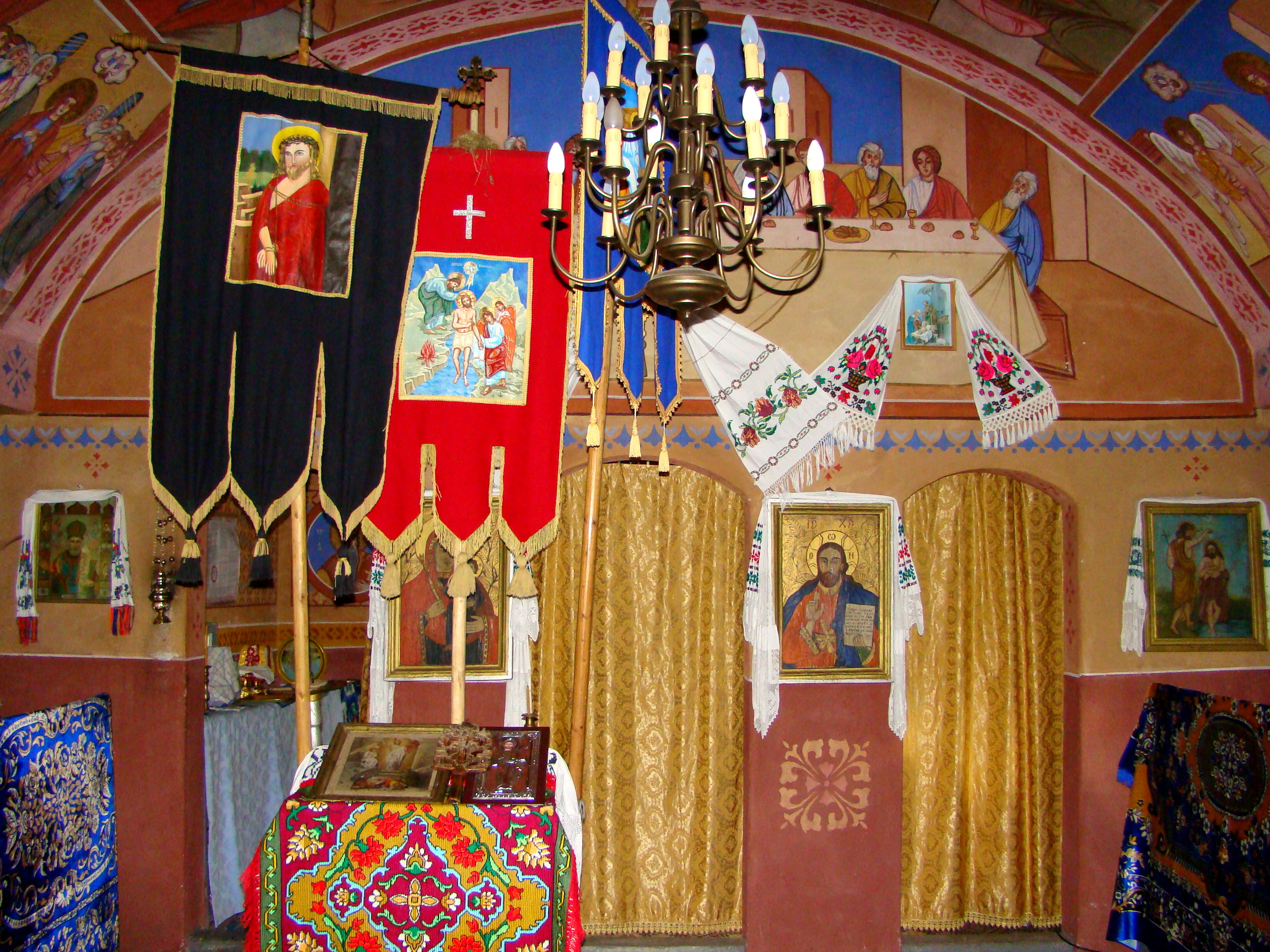
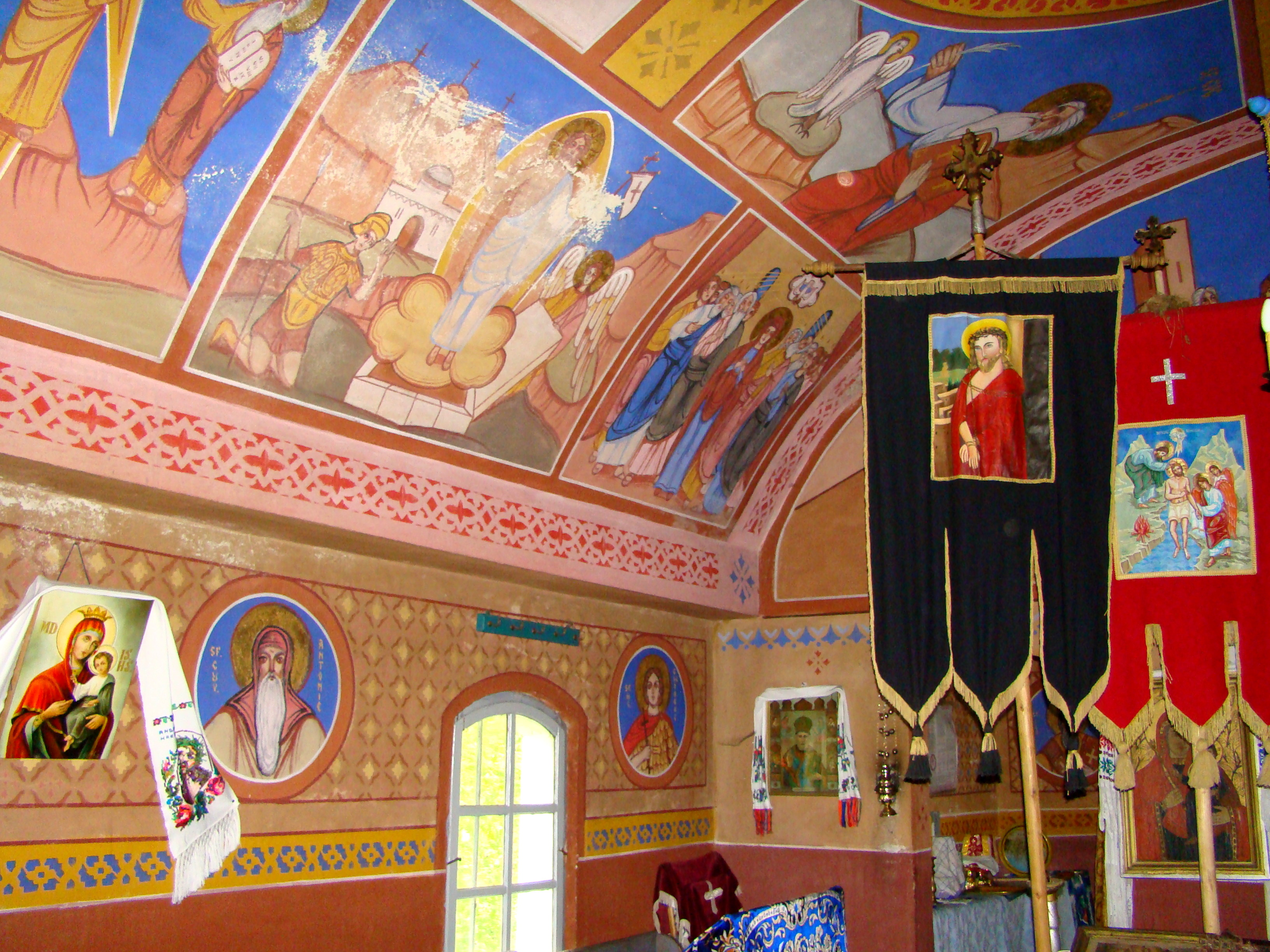
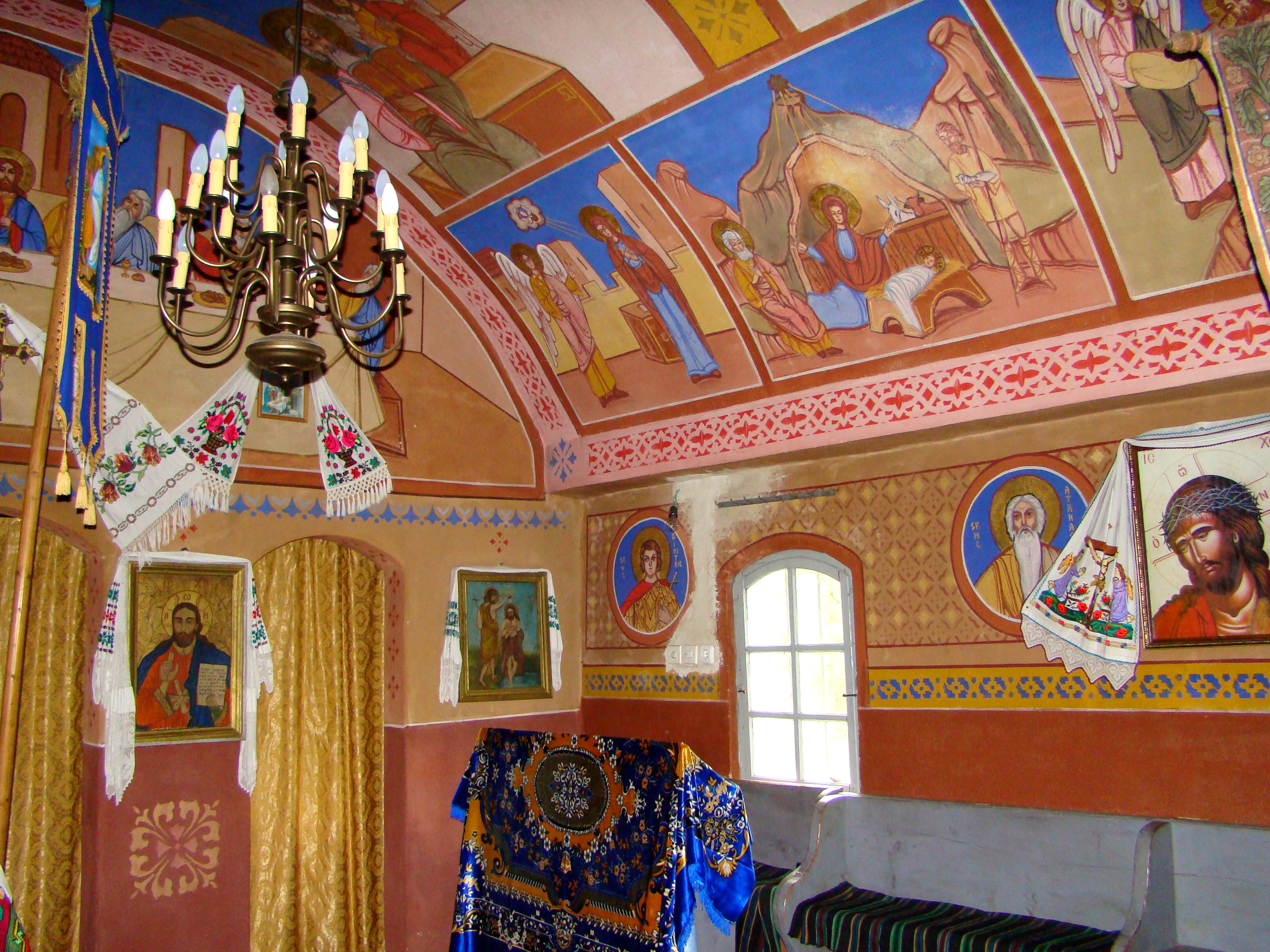
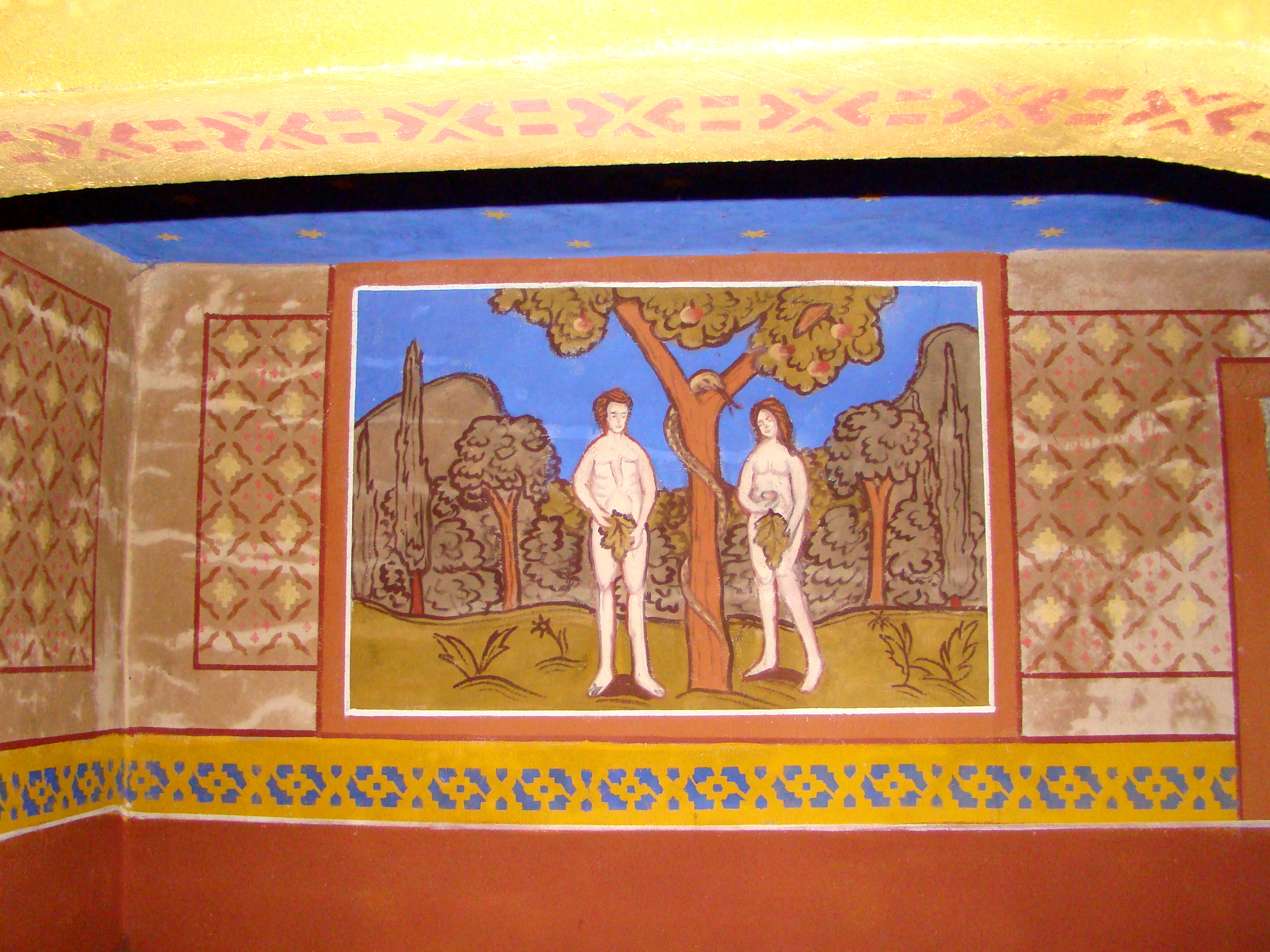
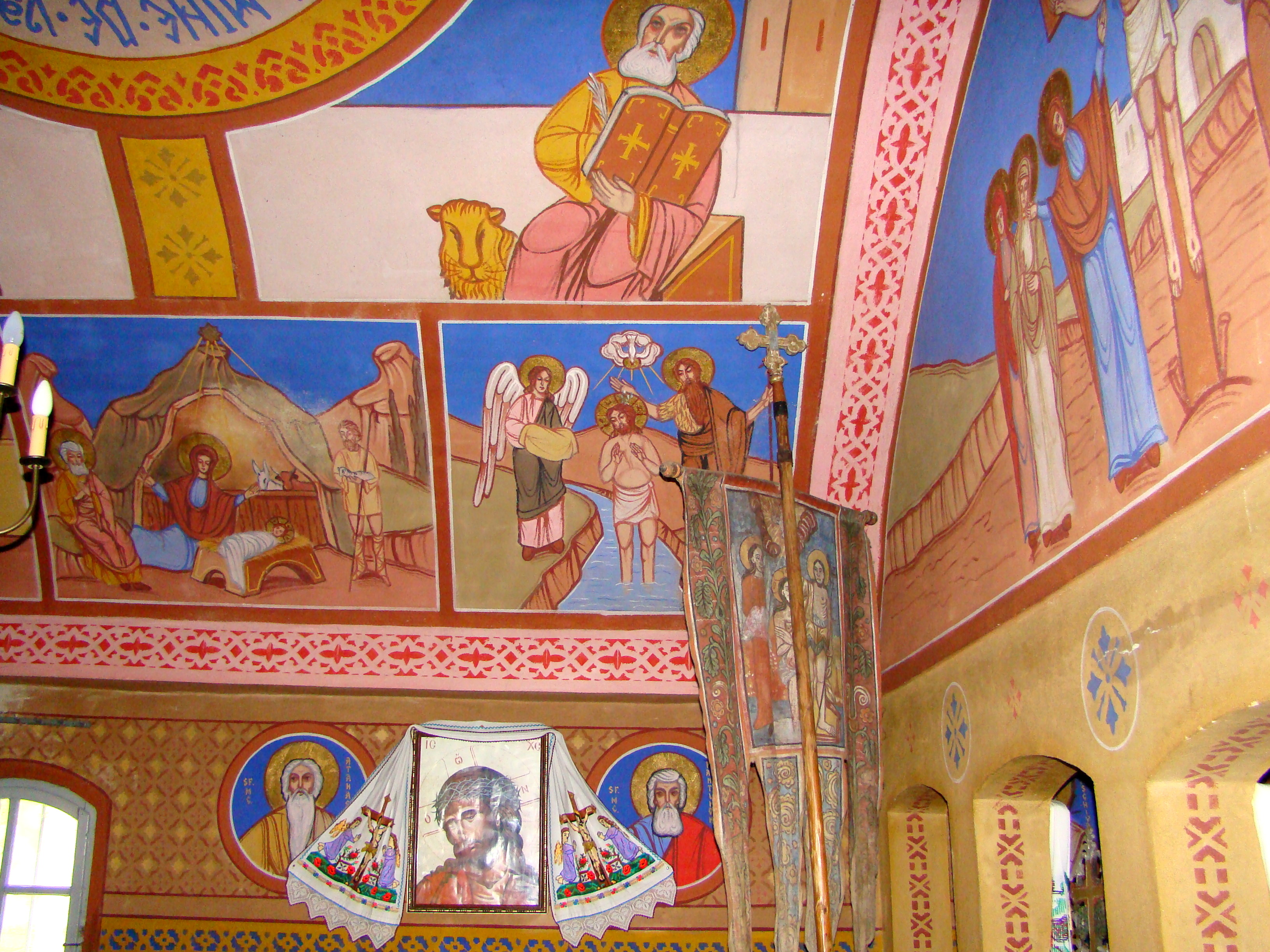
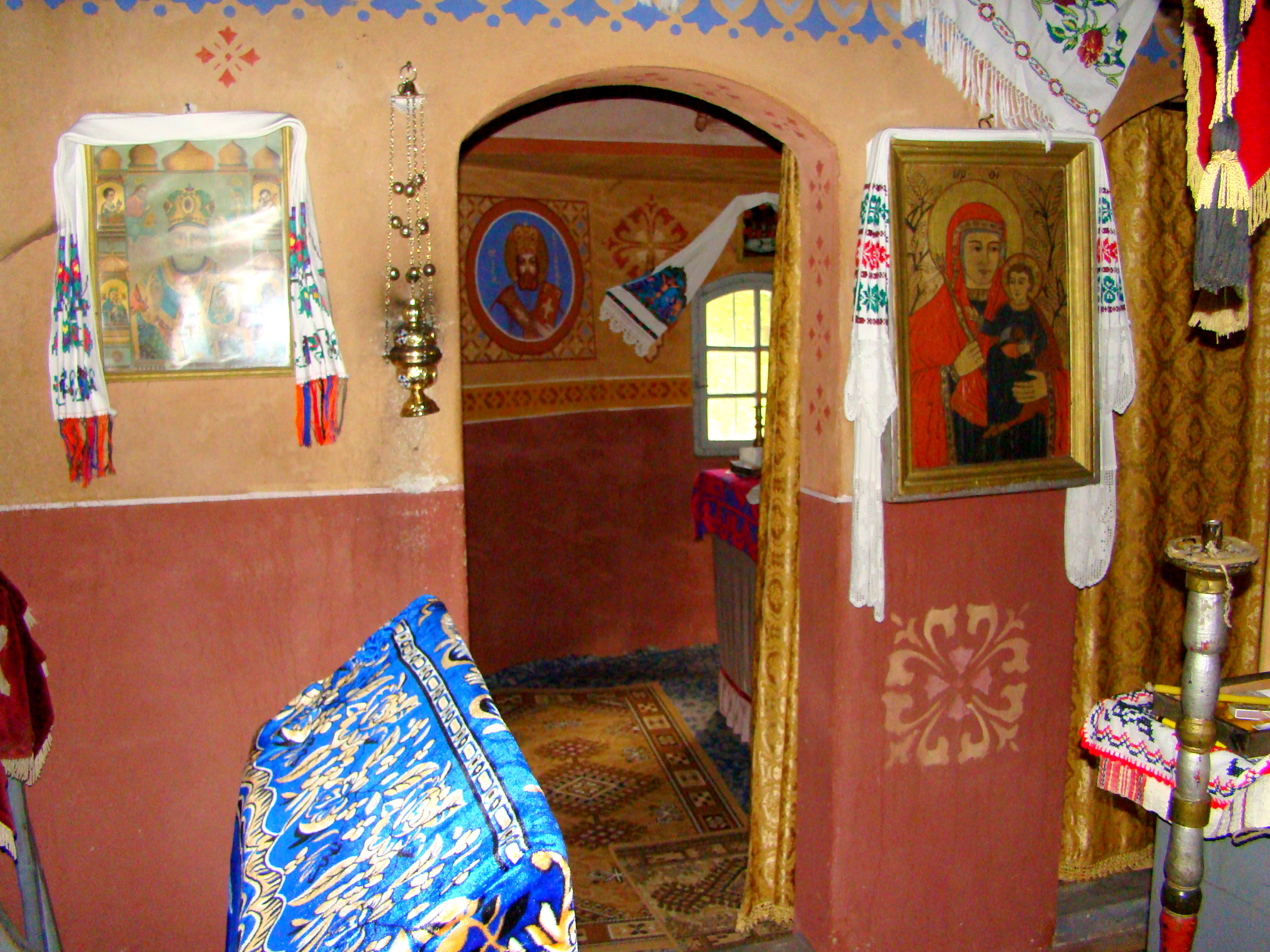
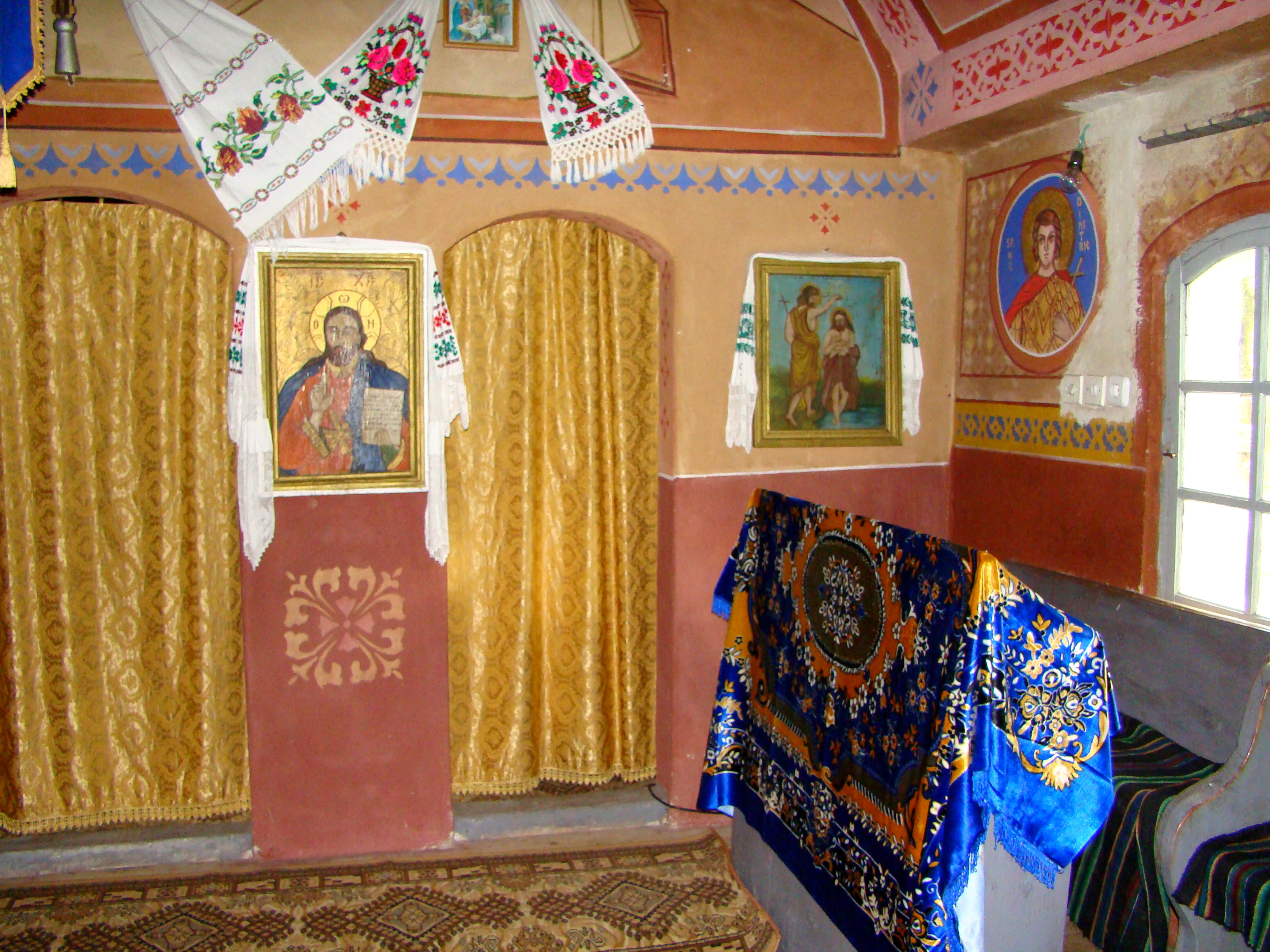
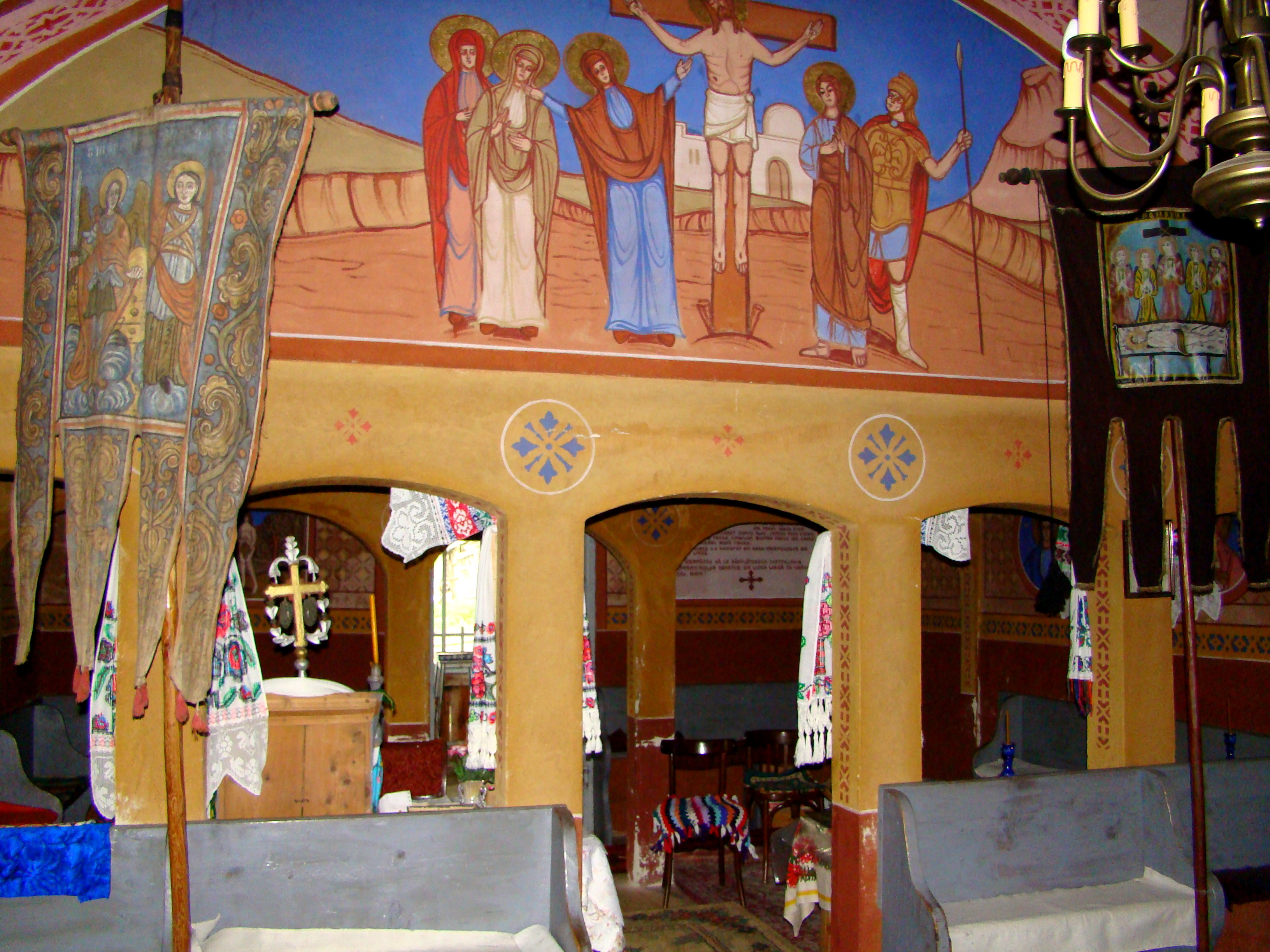

## Imagini din exterior

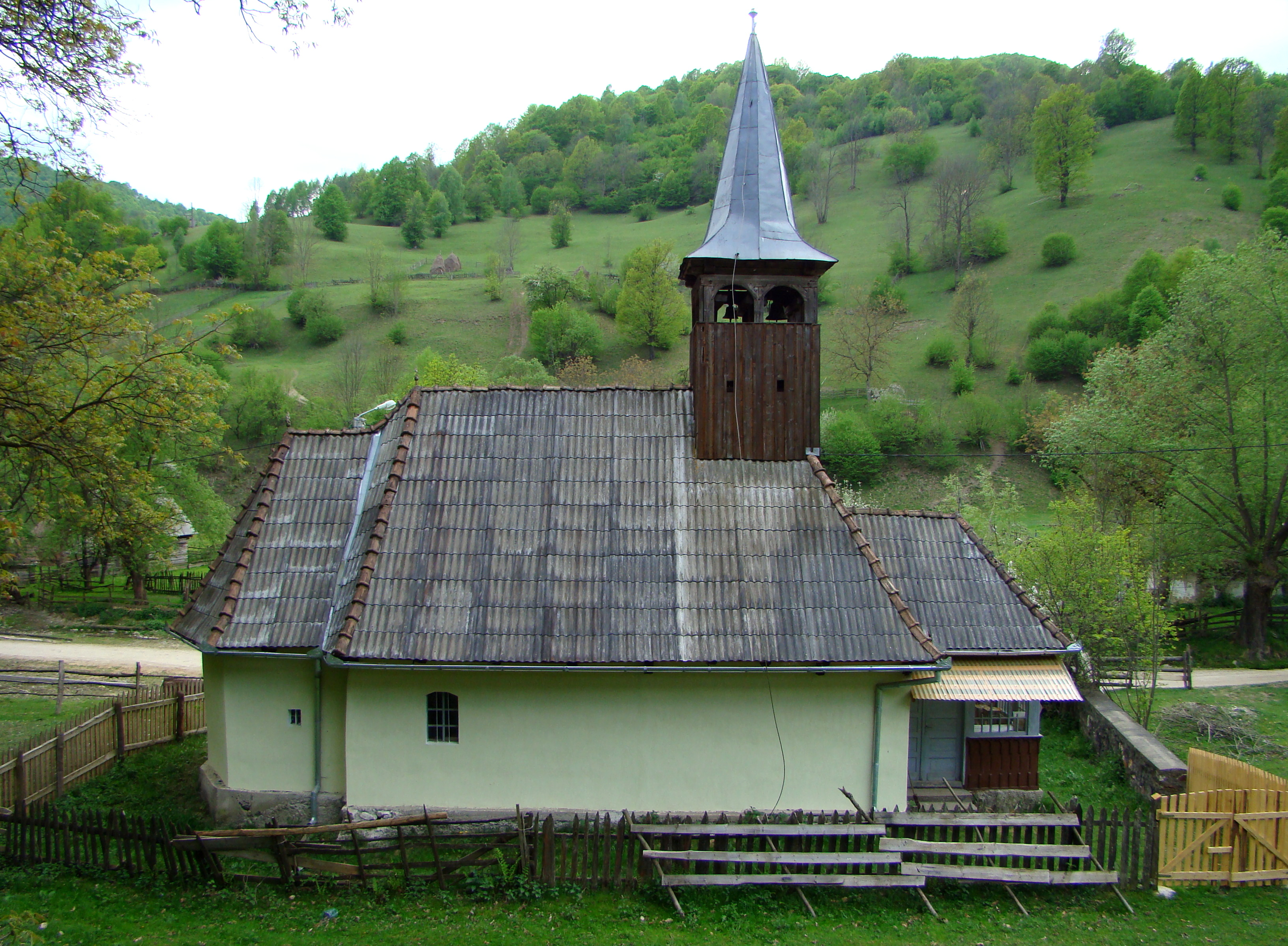
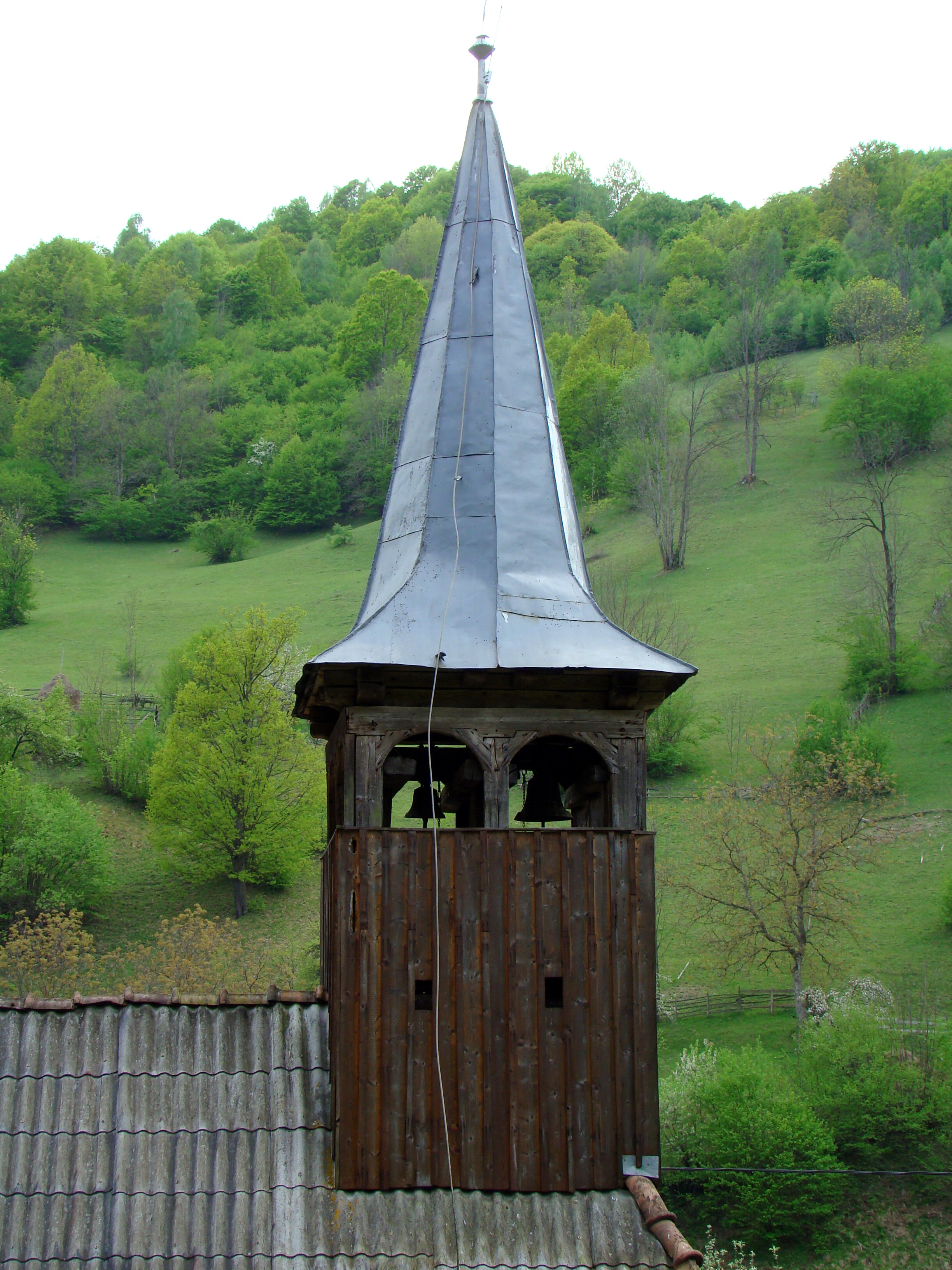
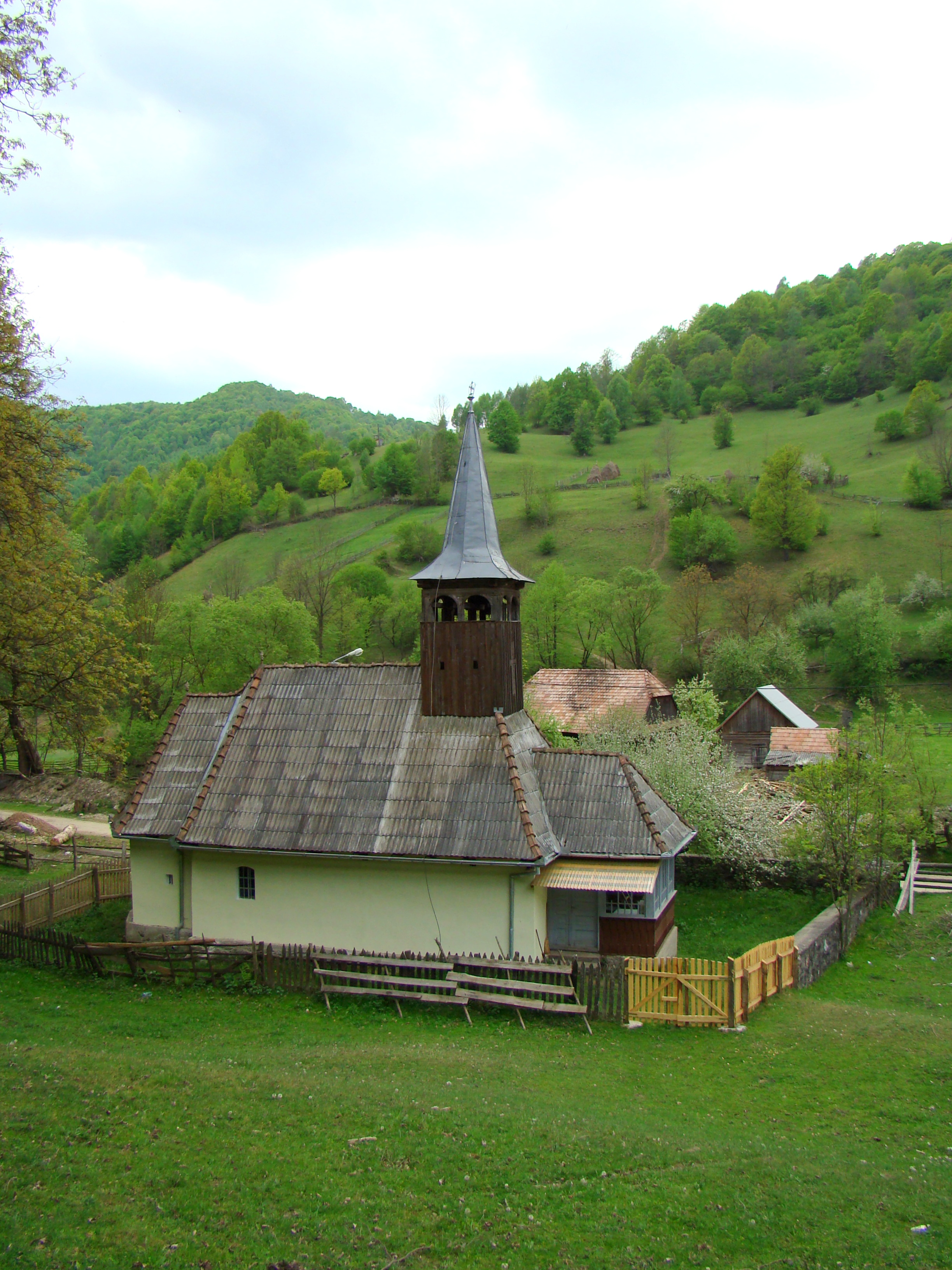
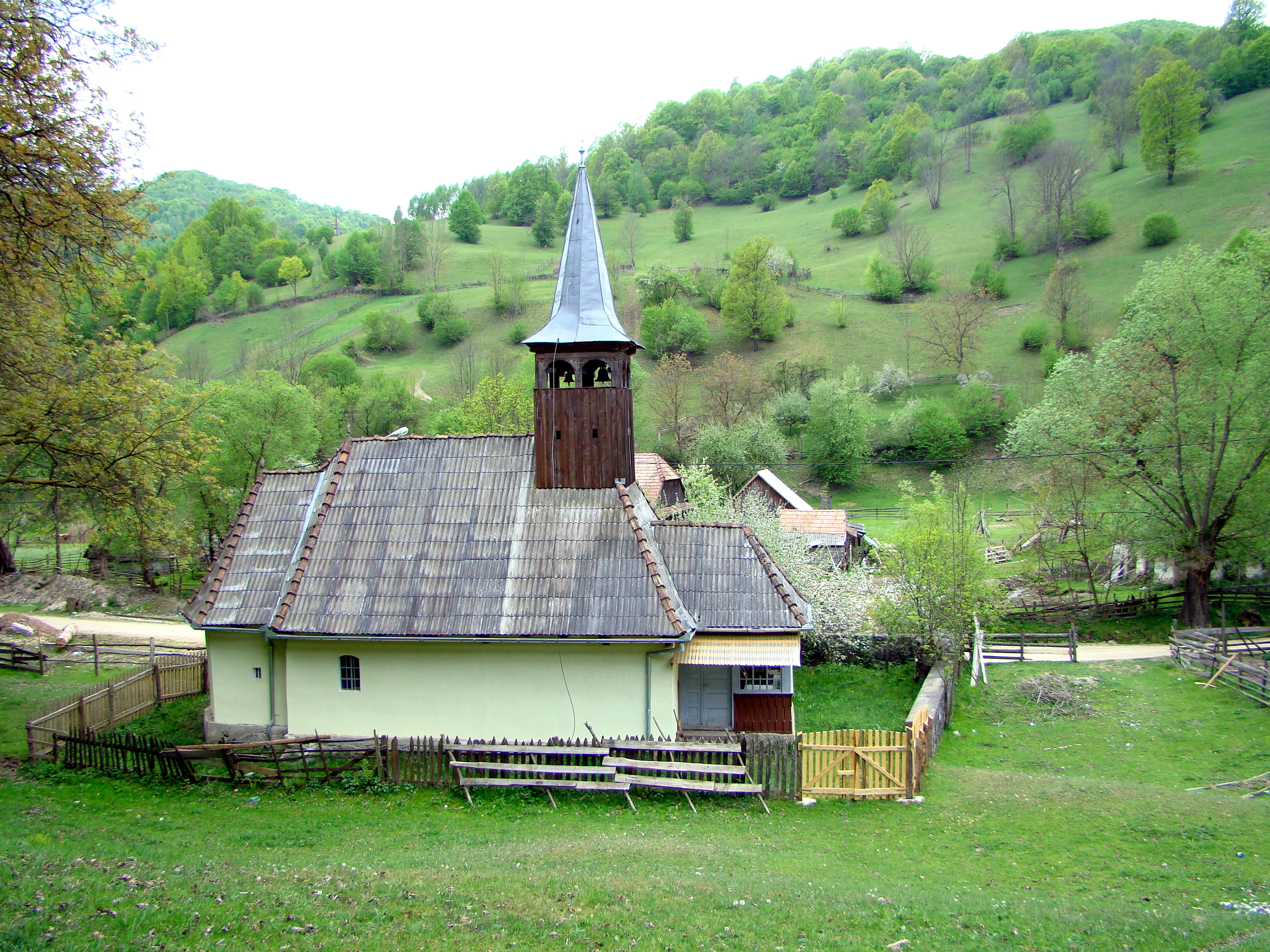
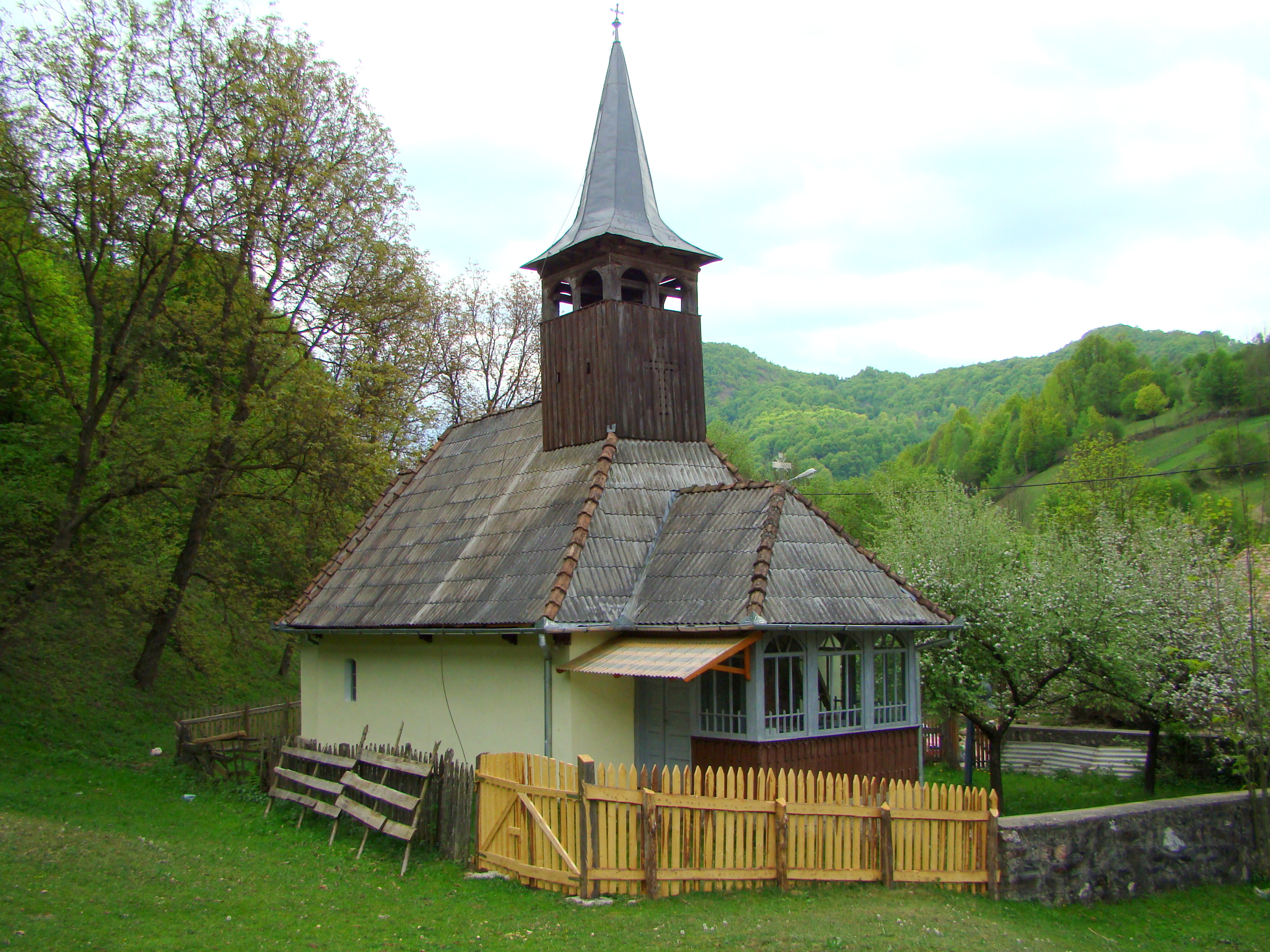
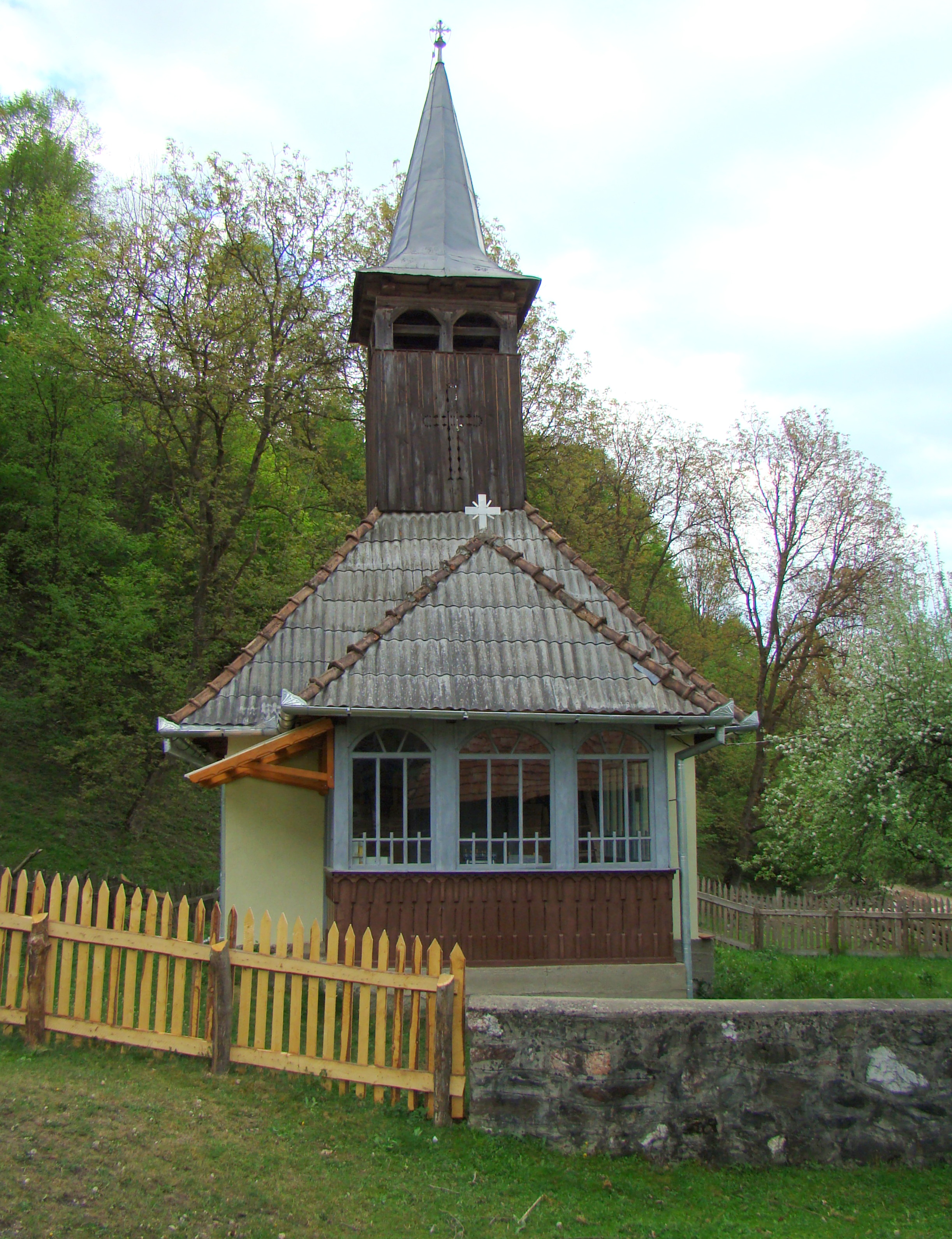
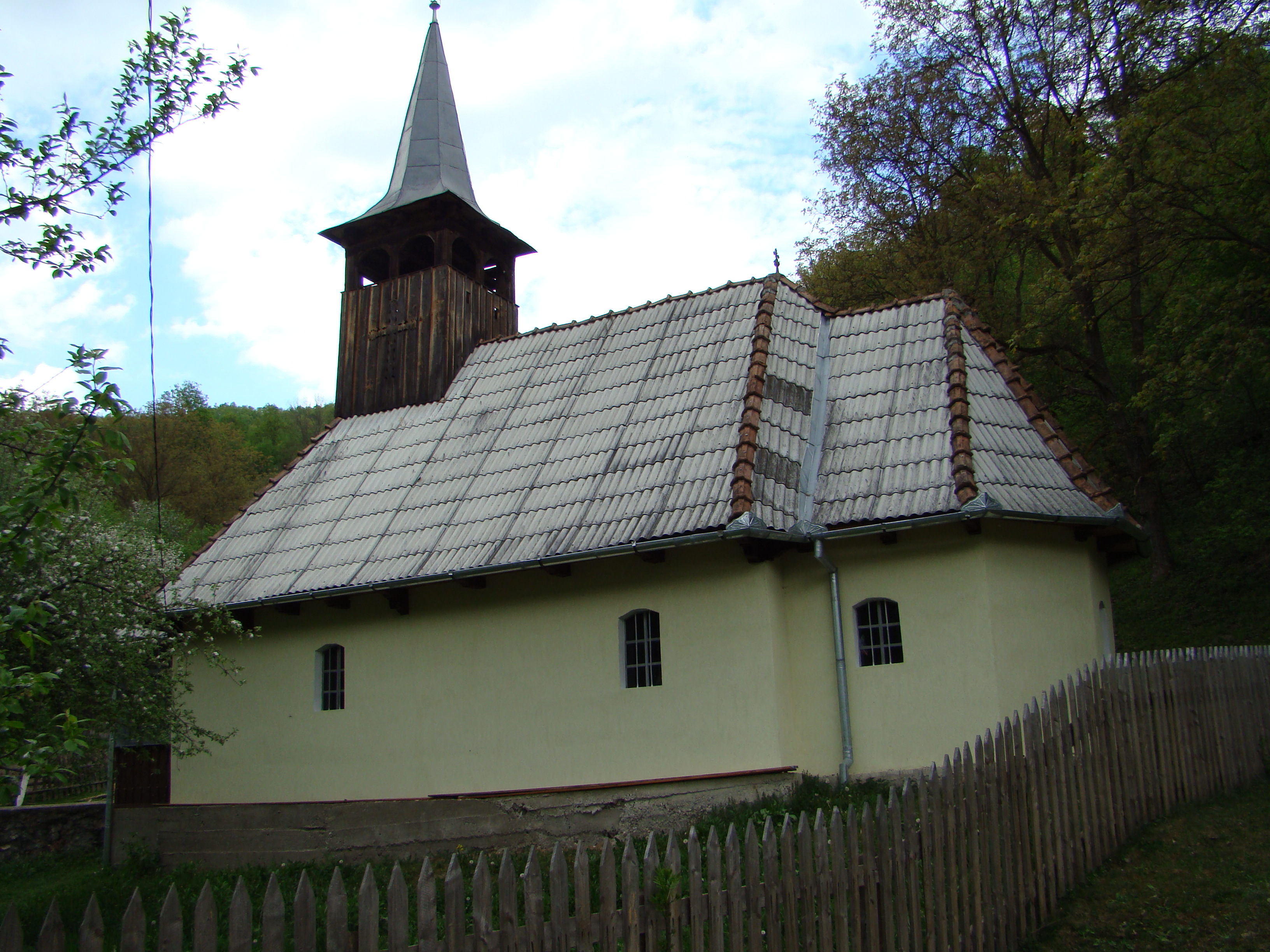
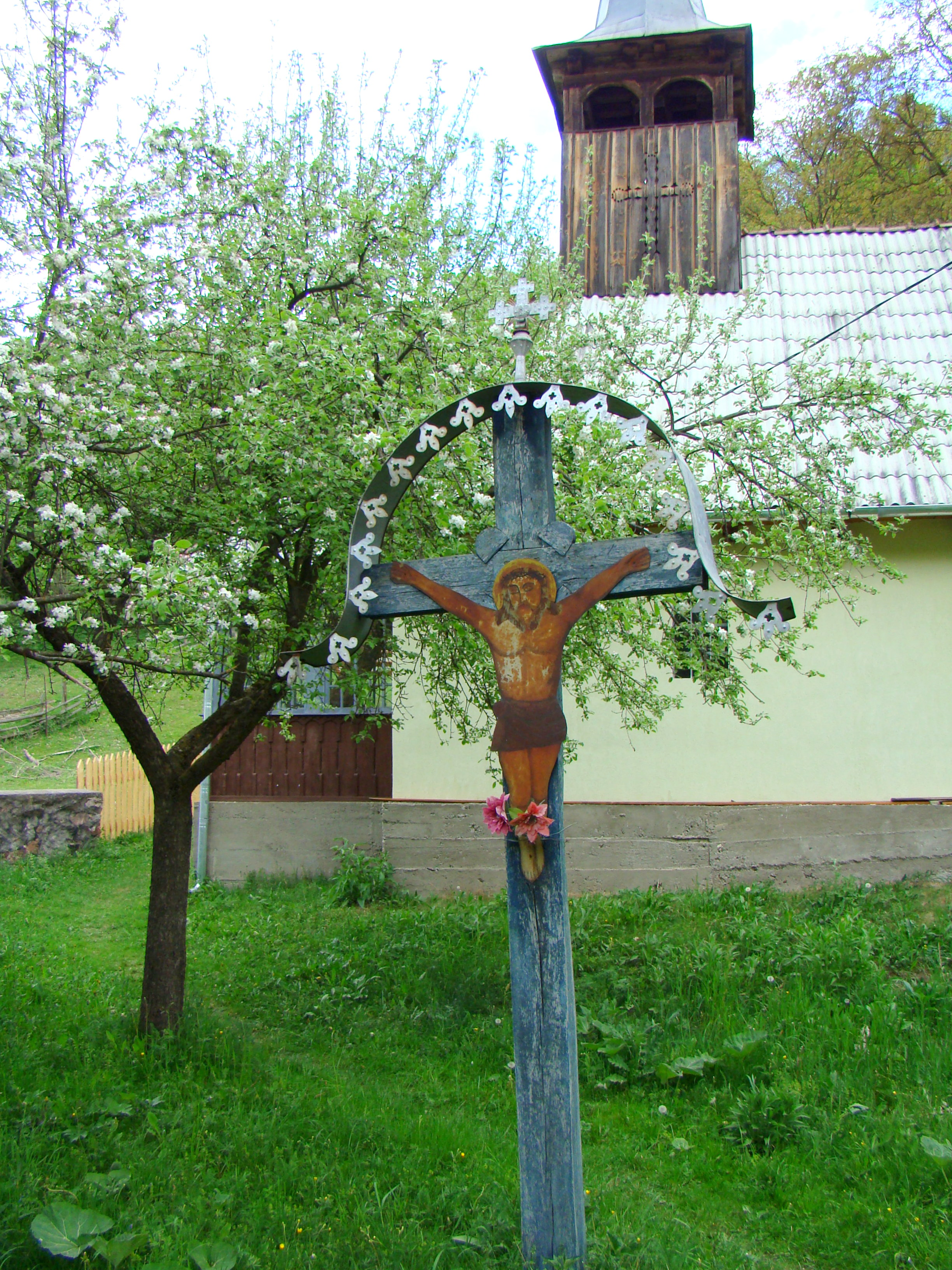
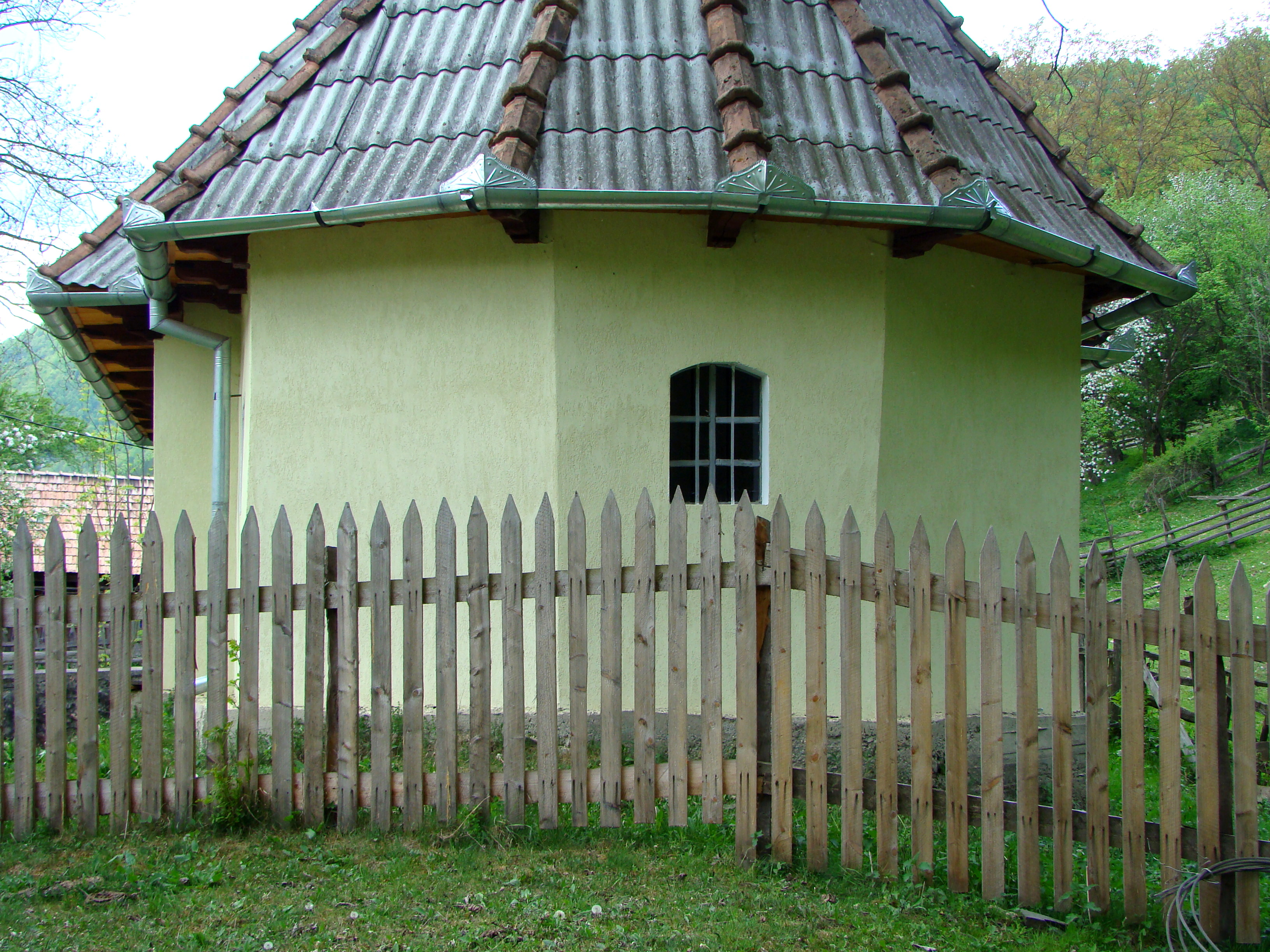
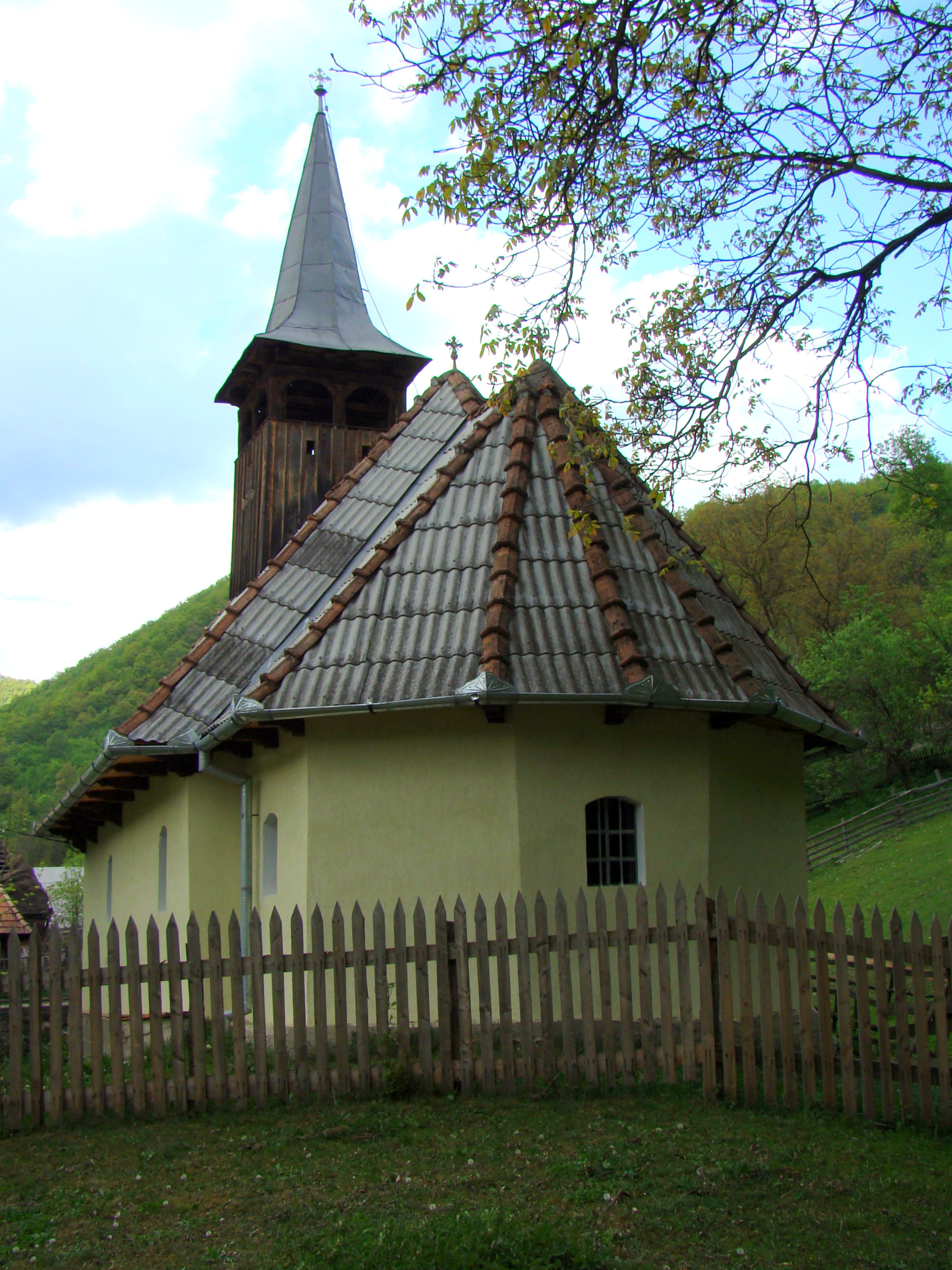
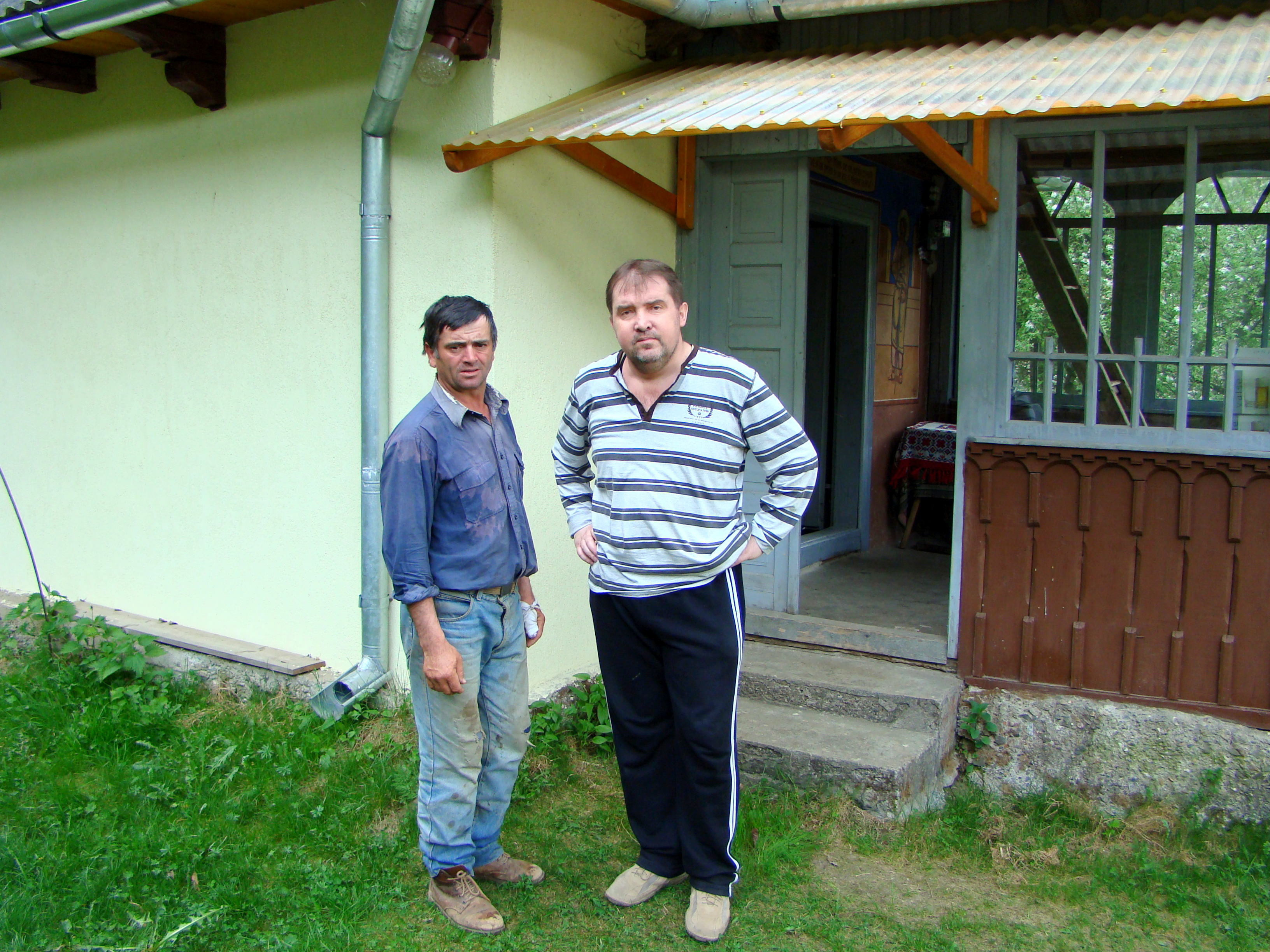
Crâsnicul (foto stânga)
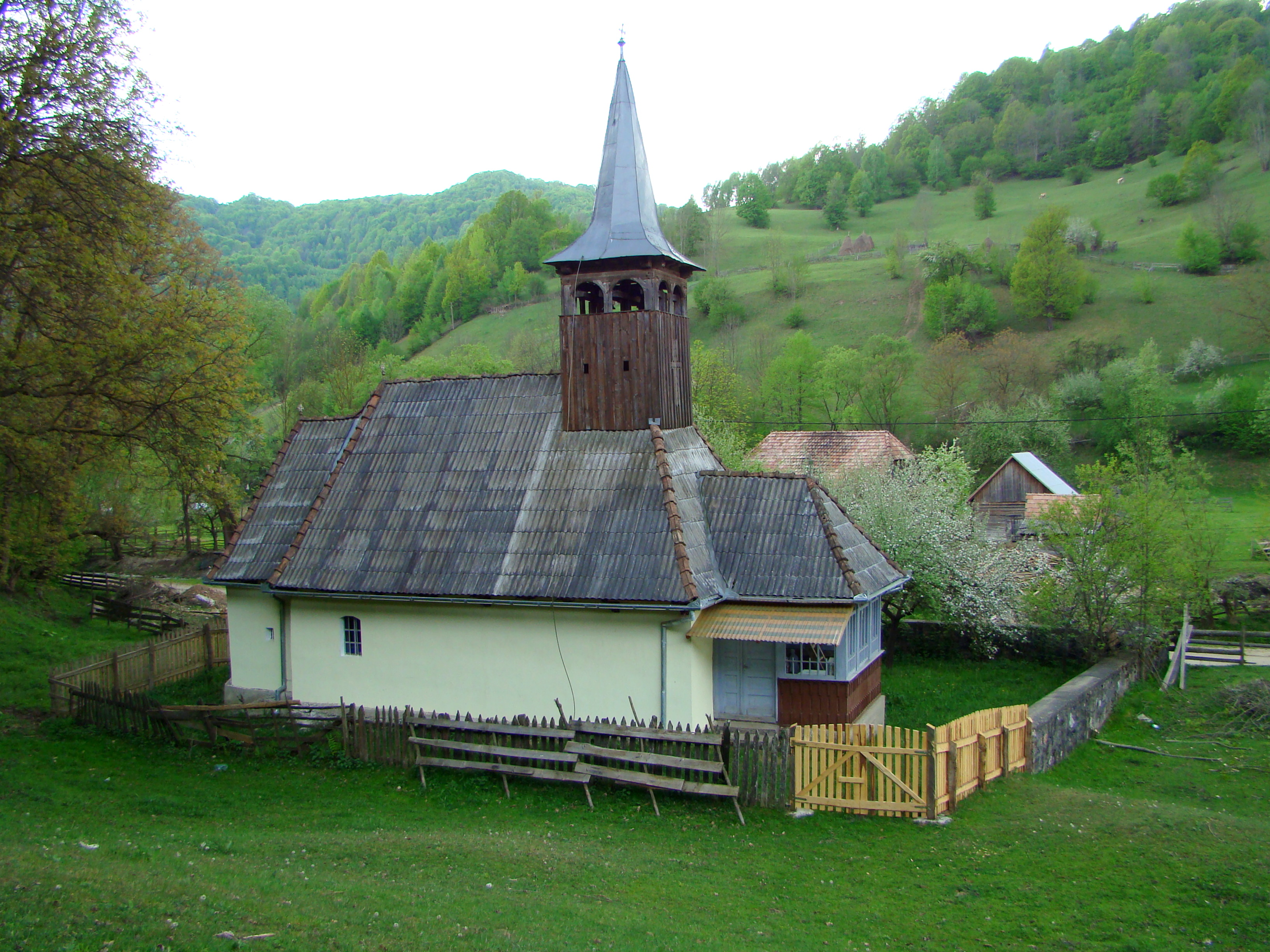
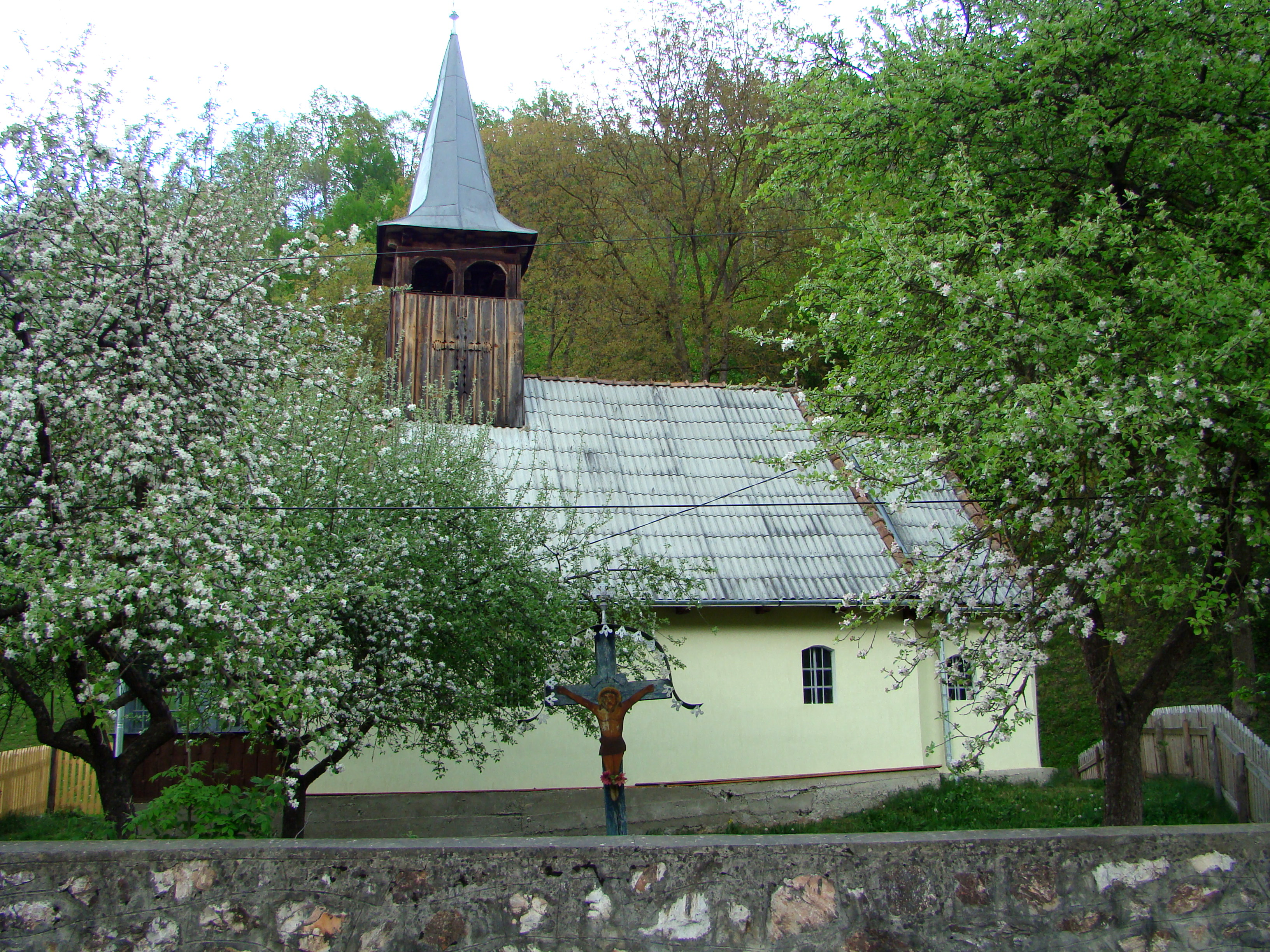
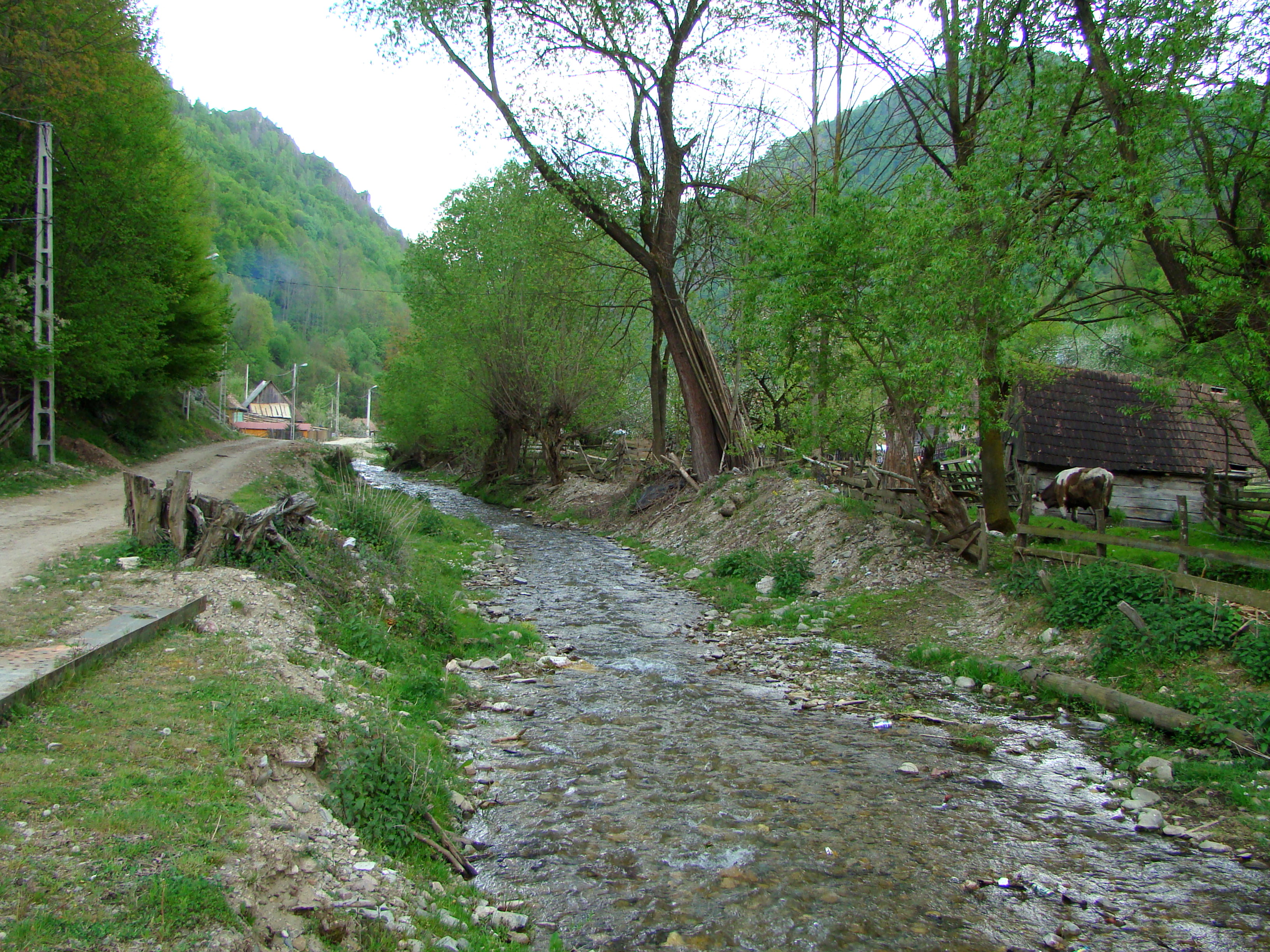
Împrejurimi